# Drepanolejeunea symoensii
Drepanolejeunea symoensii là một loài Rêu trong họ Lejeuneaceae. Loài này được Vanden Berghen & Grolle mô tả khoa học đầu tiên năm 1981.